# ليوناردو باليردي
ليوناردو باليردي (بالإسبانية: Leonardo Balerdi)‏ (مواليد 26 يناير 1999) هو لاعب كرة قدم أرجنتيني يلعب لنادي بوروسيا دورتموند.

## مسيرته الكروية
لعب ليوناردو باليردي خلال مسيرته الاحترافية مع 3 أندية في أربعة مواسم وسجل خلالها هدفًا واحدًا ضمن 24 مباراة. ولم يفز بأي موسم بالكأس أو بالدوري.
خاض ليوناردو باليردي مسيرته مع نادي بوروسيا دورتموند ب في موسم 2018–19 ولمدة موسمين، مشاركًا في 12 مباراة سجل خلالها هدفًا واحدًا. ثم انتقل إلى نادي بوروسيا دورتموند للفورميلا في موسم 2019–20 لمدة موسم واحد، حيث شارك في 7 مباريات ولم يسجل أي هدف.

## روابط خارجية
- ليوناردو باليردي على موقع الاتحاد الأوربي (الإنجليزية)
- ليوناردو باليردي على موقع إي إس بي إن إف سي (الإنجليزية)
- ليوناردو باليردي على موقع قاعدة بيانات كرة القدم.إي يو (الإنجليزية)
- ليوناردو باليردي على موقع ليكيب (الفرنسية)
- ليوناردو باليردي على موقع ناشيونال فوتبول تيمز (الإنجليزية)
- ليوناردو باليردي على موقع Soccerbase.com (لاعب) (الإنجليزية)
- ليوناردو باليردي على موقع Soccerway.com (الإنجليزية)
- ليوناردو باليردي على موقع عالم كرة القدم.نت (الإنجليزية)
- ليوناردو باليردي على موقع AS.com (الإسبانية)